# Nikolaj Øris Nielsen
Nikolaj Øris Nielsen (født 26. september 1986 i Bjerringbro) er en dansk håndboldspiller. Han spiller i Bjerringbro-Silkeborg, som spiller i den danske liga. Klubben er en del af top 4 i dansk håndbold.
Han har spillet håndbold siden han var fem år gammel. Han har altid spillet i BSV, men han var lejet ud til Lemvig Håndbold i et år.
Nikolaj Øris Nielsen debuterede på A-landsholdet i 2015, men opnåede i første omgang ikke at blive en fast del af truppen. I 2018 blev han igen udtaget til landsholdet og deltog for første gang ved en slutrunde i 2019, hvor han var med til at sikre Danmark verdensmesterskabet. Han vurderes af eksperter til at være Danmarks største talent på højre back. Nikolaj Øris Nielsen har også spillet kampe for både U-landsholdet og Y-landsholdet.
Med landsholdet har han vundet VM i 2019 i Tyskland/Danmark og VM i 2021 i Egypten. 

## Privat
Han har to storebrødre, Mads Øris Nielsen og Mikkel Øris Nielsen der også spiller håndbold. 
Mads Øris Nielsen har udtalt i sjov om forholdet til Nikolaj: ”Det er nok meget godt, vi spiller sammen, så kan jeg holde ham lidt i ørene, for ellers så er han jo ikke til at styre”.
Han har også sagt: ”Det er selvfølgelig lidt specielt, men jeg synes, at når vi er sammen til håndbold, så tænker man ikke så meget over det. Der er han mere en holdkammerat, og sådan skal det også være, men det er selvfølgelig meget sjovt at have ham med på holdet”.